# Епринцева, Вера Владимировна
Вера Владимировна Епринцева (1935 — 01.09.1993) — доярка Борисоглебского совхоза Амурской области, Герой Социалистического Труда.

## Биография
Родилась в 1935 году в селе Ильиновка, Октябрьского района Амурской области, в крестьянской семье. Русская. Окончила четыре класса начальной школы. С 15 лет трудилась в колхозе «Профинтерн». В 17 лет стала сельским почтальоном. В 1953 году пришла работать на ферму колхоза. Для начала девушке, не имеющей никакого опыта, дали 6 коров. Искусству дойки училась у старших доярок. Со временем девушка овладела техникой дойки, научилась ухаживать за коровами, правильно их кормить. В том же 1953 году молодая доярка надаивала только по 800 килограммов молока от коровы, а уже в следующем году — по 1100 кг. Затем среднегодовые надои стали неуклонно повышаться: 1485, 1783, 2040 килограммов от каждой коровы в год.
В 1958 году на базе колхоза «Профинтерн» образовалось третье отделение Борисоглебского совхоза. Ильиновская ферма вошла в мощное хозяйство. Построили два новых коровника, две водокачки, смонтировали систему автопоения, стали больше заготавливать кормов. С улучшением условий содержания скота и условий труда для работников показатели надоев стали расти. Показатели работы Епринцевой достигли 3136 кг молока от коровы. Она сама стала наставником молодых доярок.
В 1959 году набрала новую группу коров из 15 голов, в основном первотёлок, сама готовила их к отёлу, сама принимала телят. Ухаживала, кормила и доила скотину, исходя из опыта передовых животноводов страны и собственного, коего было уже немало. Разработала свою систему работы с животными, начиная с телят. К сентябрю 1959 года она выполнила своё годовое обязательство — надоить в среднем на каждую корову по 3500 килограммов молока. В целом в 1959 году она получила 4232 кг молока от каждой коровы в своей группе, в целом за год надоила 507 центнеров молока. По тому времени это был областной рекорд, средние надои держались на уровне 1500—1800 килограммов молока от коровы.
Указом Президиума Верховного Совета СССР от 7 марта 1960 года в ознаменование 50-летия Международного женского дня, за выдающиеся достижения в труде и особо плодотворную общественную деятельность Епринцевой Вере Владимировне присвоено звание Героя Социалистического Труда с вручением ордена Ленина и золотой медали «Серп и Молот».
Продолжала трудиться на ферме. Знаниями и опытом делилась с коллективом доярок, а в 1960 году была выпущена брошюра В. В. Епринцевой «5000 килограммов молока в год от каждой коровы». Одной из первых освоила механическое доение и стала обслуживать более двадцати коров. В 1961 году вступила в КПСС. В том же году вышла замуж за приехавшего на практику в совхоз механизатора Николая Григорьевича Зюзина. Проработала дояркой до 1976 года, потом перешла на не менее тяжёлую работу телятницы, оставаясь в этой профессии до выхода на пенсию в 1990 году. Активно занималась общественной работой, избиралась депутатом сельского и районного Советов народных депутатов.
Жила в селе Ильиновка. Умерла 1 сентября 1993 года.
Награждена орденом Ленина, медалями. В августе 2012 года на здании библиотеки села Ильиновки была открыта мемориальная доска.